# Torgau
Torgau là một thị xã nằm bên hai bờ sông Elbe tây bắc bang tự do Sachsen, nước Đức. Đô thị Torgau có diện tích 90,33 km², dân số thời điểm ngày 31 tháng 12 năm 2005 là 20241 người. Đây là huyện lỵ huyện Nordsachsen.
Thị xã có trung tâm phố cổ, trùng tu từ khi thống nhất nước Đức. Thị xã có lâu Hartenfels thời phục hưng. Nhà thờ được xây năm 1544 (thiết kế bởi Nickel Gromann).